# Synopeas convexum
Synopeas convexum är en stekelart som beskrevs av Thomson 1859. Synopeas convexum ingår i släktet Synopeas och familjen gallmyggesteklar. Arten är reproducerande i Sverige. Inga underarter finns listade i Catalogue of Life.